# Julius Adler (Politiker)
Julius Adler (* 23. Januar 1894 in Neunkirchen; † 8. April 1945 in Bergen-Belsen) war ein deutscher Politiker (KPD).

## Leben
Julius Adler wurde 1894 als Sohn eines Bergmannes in Neunkirchen geboren und war von Beruf Kranführer. Er nahm von 1914 bis 1918 als Soldat am Ersten Weltkrieg teil. Zunächst war er Mitglied einer katholischen Jugendorganisation; 1923 trat er in die KPD ein und wurde dort Funktionär. Ab 1924 war er Stadtverordneter in Hamborn und nach der Eingemeindung Hamborns 1929 in Duisburg. Von 1928 bis 1933 war er Mitglied des Reichstages.
Nach der Machtübertragung an die Nationalsozialisten wurde Julius Adler am 15. März 1933 in Essen verhaftet, in „Schutzhaft“ genommen und im Konzentrationslager Lichtenburg festgehalten. Nach einem Haftbefehl befand er sich ab August 1934 in Untersuchungshaft im Gefängnis Torgau. Am 11. Januar 1935 verurteilte der III. Strafsenat des OLG Hamm Adler wegen angeblichen Hochverrats zu 18 Monaten Gefängnis. Laut Anklageschrift hatte Adler an drei Besprechungen kommunistischer Funktionäre im März 1933 teilgenommen. 1937 wurde er zunächst aus dem KZ Börgermoor entlassen und im gleichen Jahr erneut zweimal festgenommen. Nach Kriegsbeginn im September 1939 wurde Adler wieder durch die Gestapo verhaftet und in das KZ Sachsenhausen deportiert. 1945 wurde er in das KZ Bergen-Belsen transportiert, wo er an Flecktyphus starb. Das Todesdatum ist nicht genau bekannt; das Amtsgericht Hamborn setzte 1949 den 8. April 1945 fest.

## Ehrungen

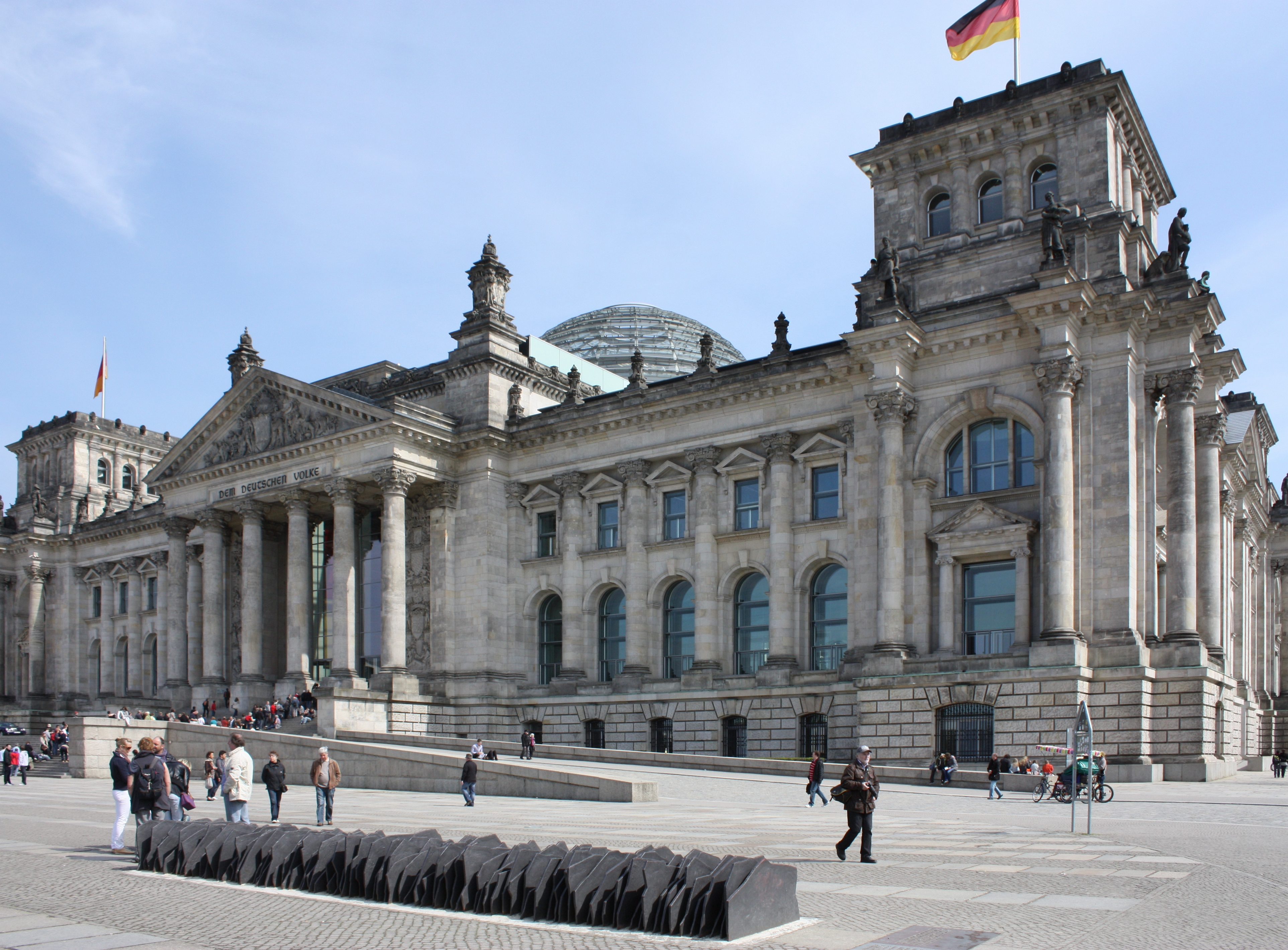
Gedenktafeln am Reichstag

Seit 1992 erinnert in Berlin in der Nähe des Reichstags an der Ecke Scheidemannstraße/Platz der Republik eine der 96 Gedenktafeln für von den Nationalsozialisten ermordete Reichstagsabgeordnete an ihn. Ein Gedenkstein für Adler befindet sich in Berlin-Lichtenberg in der Gedenkstätte der Sozialisten. Nach Julius Adler war das Schnellboot 183/1 vom Typ P6 der Volksmarine der DDR benannt, das vom 8. Oktober 1957 bis zum 31. Mai 1968 im Dienst war.